# Jacob Erdman
Jacob Erdman (* 22. Februar 1801 in Coopersburg, Pennsylvania; † 20. Juli 1867 ebenda) war ein US-amerikanischer Politiker.
Erdman war erst in der Landwirtschaft tätig, bevor er 1834 bis 1836 Abgeordneter im Repräsentantenhaus von Pennsylvania wurde. 1844 wurde er als Demokrat in den Kongress gewählt und vertrat den Bundesstaat Pennsylvania vom 4. März 1845 bis zum 3. März 1847 im US-Repräsentantenhaus. Am 9. November 1866 wurde Erdman zum Richter am Lehigh County Court gewählt und blieb bis zu seinem Tod im Amt. Er wurde auf dem Blue Church Cemetery nahe Coopersburg beigesetzt. 
Jacob Erdman war der Großvater des Politikers Constantine Jacob Erdman.